# Чизмадиа, Иштван
Иштван Чизмадиа (венг. István Csizmadia; 16 декабря 1944, Будапешт) — венгерский гребец-байдарочник, выступал за сборную Венгрии в конце 1960-х — начале 1970-х годов. Бронзовый призёр летних Олимпийских игр в Мехико, обладатель серебряной и бронзовой медалей чемпионатов мира, бронзовый призёр чемпионата Европы, победитель многих регат национального и международного значения.

## Биография
Иштван Чизмадиа родился 16 декабря 1944 года в Будапеште. Активно заниматься греблей начал в возрасте семнадцати лет, проходил подготовку в столичном спортивном клубе «Ференцвароши».
Первого серьёзного успеха на взрослом международном уровне добился в 1968 году, когда попал в основной состав венгерской национальной сборной и благодаря череде удачных выступлений удостоился права защищать честь страны на летних Олимпийских играх в Мехико. Выступал здесь в зачёте четырёхместных байдарок на дистанции 1000 метров совместно с такими гребцами как Имре Сёллёши, Иштван Тимар и Чаба Гици — в итоге они благополучно дошли до финала и показали в решающем заезде третий результат, уступив на финише только экипажам Норвегии и Румынии.
Став бронзовым олимпийским призёром, Чизмадиа остался в основном составе гребной команды Венгрии и продолжил принимать участие в крупнейших международных регатах. Так, в 1969 году он побывал на чемпионате Европы в Москве, откуда привёз награду бронзового достоинства, выигранную в программе эстафеты 4 × 500 метров. Год спустя выступил на чемпионате мира в Копенгагене и так же получил бронзу в эстафете, проиграв в финале экипажам из СССР и Румынии. Последний раз показал сколько-нибудь значимый результат на международной арене в сезоне 1973 года, когда на мировом первенстве в финском Тампере добился награды серебряного достоинства — на сей раз перед финишной чертой их обошла команда советских байдарочников: Виталий Трукшин, Анатолий Кобрисев, Сергей Никольский и Олег Цегоев.